# Europees kampioenschap voetbal vrouwen 2001
Het Europees kampioenschap voetbal vrouwen 2001 was een voetbaltoernooi gehouden in Duitsland tussen 23 juni en 7 juli en 2001.
Het toernooi begon met de groepsfase. De acht landen werden verdeeld over twee groepen van vier. De nummers één en twee gingen door naar de halve finales.

## Gekwalificeerde teams
| - Engeland - Duitsland - Rusland - Zweden |  | - Denemarken - Frankrijk - Italië - Noorwegen |

## Groepsfase

### Groep A
| Land      | Wed | Win | Gel | Ver | DV | DT | +/– | Pnt |
| --------- | --- | --- | --- | --- | -- | -- | --- | --- |
| Duitsland | 3   | 3   | 0   | 0   | 11 | 1  | +10 | 9   |
| Zweden    | 3   | 2   | 0   | 1   | 6  | 3  | +3  | 6   |
| Rusland   | 3   | 0   | 1   | 2   | 1  | 7  | –6  | 1   |
| Engeland  | 3   | 0   | 1   | 2   | 1  | 8  | –7  | 1   |

23 juni 2001 in Erfurt
| Duitsland | 3-1 | Zweden |  |

24 juni 2001 in Jena
| Engeland | 1-1 | Rusland |  |

27 juni 2001 in Erfurt
| Duitsland | 5-0 | Rusland |  |

27 juni 2001 in Jena
| Zweden | 4-0 | Engeland |  |

30 juni 2001 in Jena
| Duitsland | 3-0 | Engeland |  |

30 juni 2001 in Erfurt
| Zweden | 1-0 | Rusland |  |

### Groep B
| Land       | Wed | Win | Gel | Ver | DV | DT | +/– | Pnt |
| ---------- | --- | --- | --- | --- | -- | -- | --- | --- |
| Denemarken | 3   | 2   | 0   | 1   | 6  | 5  | +1  | 6   |
| Noorwegen  | 3   | 1   | 1   | 1   | 4  | 2  | +2  | 4   |
| Italië     | 3   | 1   | 1   | 1   | 3  | 4  | –1  | 4   |
| Frankrijk  | 3   | 1   | 0   | 2   | 5  | 7  | –2  | 3   |

25 juni 2001 in Aalen
| Italië | 2-1 | Denemarken |  |

25 juni 2001 in Ulm
| Noorwegen | 3-0 | Frankrijk |  |

28 juni 2001 in Reutlingen
| Denemarken | 4-3 | Frankrijk |  |

28 juni 2001 in Reutlingen
| Noorwegen | 1-1 | Italië |  |

1 juli 2001 in Aalen
| Denemarken | 1-0 | Noorwegen |  |

1 juli 2001 in Ulm
| Frankrijk | 2-0 | Italië |  |

## Halve finales
|                      |                   |       |           |                                                                         |
| 4 juli 14:05 (UTC+2) | Duitsland         | 1 – 0 | Noorwegen | Donaustadion, Ulm Toeschouwers: 13.524 Scheidsrechter: Wendy Toms (ENG) |
| 4 juli 14:05 (UTC+2) | Sandra Smisek 57' |       |           | Donaustadion, Ulm Toeschouwers: 13.524 Scheidsrechter: Wendy Toms (ENG) |

|                      |            |                  |        |                                                                               |
| 4 juli 16:30 (UTC+2) | Denemarken | 0 – 1            | Zweden | Donaustadion, Ulm Toeschouwers: 6.000 Scheidsrechter: Katriina Elovirta (FIN) |
| 4 juli 16:30 (UTC+2) |            | 9' Tina Nordlund |        | Donaustadion, Ulm Toeschouwers: 6.000 Scheidsrechter: Katriina Elovirta (FIN) |

### Finale
|                      |                    |       |        |                                                                              |
| 7 juli 14:00 (UTC+2) | Duitsland          | 1 – 0 | Zweden | Donaustadion, Ulm Toeschouwers: 18.000 Scheidsrechter: Nicole Petignat (SUI) |
| 7 juli 14:00 (UTC+2) | Claudia Müller 98' |       |        | Donaustadion, Ulm Toeschouwers: 18.000 Scheidsrechter: Nicole Petignat (SUI) |

| UEFA Europees kampioenschap vrouwenvoetbal Winnaar 2001 |
| ------------------------------------------------------- |
|                                                         |
| DUITSLAND 5e titel                                      |